# 垒壁阵十二
垒壁阵十二，即双鱼座30（30 Psc）是双鱼座的一颗变星，视星等为+4.41，距离地球约430光年。